# Age of Empires III
Age of Empires III (usualment abreujat AOEIII o simplement Age 3) és un videojoc d'estratègia en temps real per a ordinadors personals, desenvolupat per Ensemble Studios i publicat per Microsoft Games per als sistemes operatius Windows i Mac.
Age 3 explica la història de la colonització europea d'Amèrica entre, aproximadament, 1500 i 1850 i el jugador ha d'escollir una de les vuit nacions del vell món. Age 3 va tenir moltes innovacions en comparació a les versions passades de la saga, com ara l'evolució del joc de RTS, especialment amb l'addició d'un assentament fix per a cada civilització o mare pàtria, és a dir, una metròpoli de la civilització, combinant aquesta manera de joc amb millores de jocs de rol. El joc té dues expansions, la primera, llançada a la tardor de 2006, es denomina Age of Empires III: The WarChiefs la qual va incloure tres civilitzacions ameríndies i a part va permetre l'opció de «revolucions independentistes» per revoltar de la mare pàtria i canviar així la modalitat del joc al final de cada partida; aquesta opció només s'activa si la metròpoli va ser creada amb la manera de supremacia, i s'activa al centre urbà de cada colònia. La segona expansió, llançada a la tardor de 2007, es denomina Age of Empires III: The Asian Dynasties i inclou tres civilitzacions asiàtiques més de nous mapes i noves maneres de joc.
Age 3 va vendre al voltant de 2 milions de còpies, el maig de 2008. Va rebre crítiques favorables i diversos premis, incloent "Millor joc de RTS del 2005" per GameSpy, també, va ser un dels jocs més venuts el 2005. El 2007, Age of Empires III va ser el setè millor venedor de jocs d'ordinador, amb voltant de 313.000 còpies venudes.